# Paragus punctatus
Paragus punctatus är en tvåvingeart som beskrevs av Hull 1949. Paragus punctatus ingår i släktet stäppblomflugor, och familjen blomflugor. Inga underarter finns listade i Catalogue of Life.